# Euroligue de basket-ball 2010-2011
Navigation
Édition précédente Édition suivante
L'Euroligue de basket-ball 2010-2011 (ou Turkish Airlines Euroleague pour des raisons de parrainage) est la 54e édition de l'Euroligue masculine, compétition qui rassemble les 24 meilleurs clubs de basket-ball du continent européen. Le Final Four se joue à Barcelone dans la salle Palau Sant Jordi.

## Équipes participantes
24 équipes participent à l'Euroligue 2010-2011. 20 des 24 équipes ont participé à la précédente édition.
Power Electronics Valencia BC, Brose Baskets, Cholet Basket et Spirou Charleroi sont les 4 équipes qui n'étaient pas présentes lors de la précédente saison.
| Pays (Ligue)             | Nb | Équipes (place dans le championnat national lors de la saison 2009-10) | Équipes (place dans le championnat national lors de la saison 2009-10) | Équipes (place dans le championnat national lors de la saison 2009-10) | Équipes (place dans le championnat national lors de la saison 2009-10) | Équipes (place dans le championnat national lors de la saison 2009-10) |
| ------------------------ | -- | ---------------------------------------------------------------------- | ---------------------------------------------------------------------- | ---------------------------------------------------------------------- | ---------------------------------------------------------------------- | ---------------------------------------------------------------------- |
| Espagne (ACB)            | 5  | Real Madrid (DF)                                                       | Tau Vitoria (1)                                                        | Regal FC Barcelona (2)                                                 | Power Electronics Valencia BC (QF)†                                    | Unicaja Málaga (DF)                                                    |
| Italie (LegA)            | 3  | Montepaschi Siena (1)                                                  | Virtus Roma (QF)                                                       | AJ Milano (2)                                                          |                                                                        |                                                                        |
| Grèce (ESAKE)            | 2  | Panathinaïkos Athènes (1)                                              | Olympiakós Le Pirée (2)                                                |                                                                        |                                                                        |                                                                        |
| Turquie (TBL)            | 2  | Fenerbahçe Ülkerspor (1)                                               | Efes Pilsen (2)                                                        |                                                                        |                                                                        |                                                                        |
| Lituanie (LKL)           | 2  | Lietuvos rytas (1)                                                     | Žalgiris Kaunas (2)                                                    |                                                                        |                                                                        |                                                                        |
| Russie (Superligue)      | 2  | CSKA Moscou (1)                                                        | BC Khimki Moscou (2)                                                   |                                                                        |                                                                        |                                                                        |
| Allemagne (BBL)          | 1  | Brose Baskets (1)                                                      |                                                                        |                                                                        |                                                                        |                                                                        |
| Croatie (A1 Liga)        | 1  | Cibona Zagreb (1)                                                      |                                                                        |                                                                        |                                                                        |                                                                        |
| France (LNB)             | 1  | Cholet Basket (1)                                                      |                                                                        |                                                                        |                                                                        |                                                                        |
| Israël (Ligat Winner)    | 1  | Maccabi Tel-Aviv (2)                                                   |                                                                        |                                                                        |                                                                        |                                                                        |
| Slovénie (SKL)           | 1  | Union Olimpija Ljubljana (2)                                           |                                                                        |                                                                        |                                                                        |                                                                        |
| Serbie (KLS)             | 1  | Partizan (1)                                                           |                                                                        |                                                                        |                                                                        |                                                                        |
| Pologne (PLK)            | 1  | Asseco Prokom Gdynia (1)                                               |                                                                        |                                                                        |                                                                        |                                                                        |
| Belgique (Ethias League) | 1  | Spirou Charleroi (1)                                                   |                                                                        |                                                                        |                                                                        |                                                                        |

† Vainqueur de l'EuroCoupe 2009-2010
|  | Vainqueur                           |
|  | Finaliste                           |
|  | 3e place                            |
|  | 4e place                            |
|  | Éliminés en quarts de finale        |
|  | Éliminés lors du Top 16             |
|  | Éliminés lors de la phase régulière |

## Format de la compétition
La saison régulière (tour principal) se déroule sous la forme de quatre groupes de six équipes. Dans chaque poule, les équipes s'affrontent entre elles 2 fois. Les quatre premiers de chaque groupe sont qualifiés pour le Top 16.
Au Top 16, il y a quatre groupes de quatre équipes. Même principe que la saison régulière. Les deux premiers de chaque groupe sont qualifiés pour les Play-offs (Quarts de finale).
Les quarts de finale se déroulent sous la forme de série au meilleur des cinq matchs. Il faut donc gagner 3 matchs pour se qualifier pour le Final Four. Les équipes ayant fini première de leur groupe affrontent un deuxième de groupe. L'équipe qui a fini première dispose de l'avantage du terrain et reçoit lors des matchs 1, 2 et 5 (si nécessaire).

## Qualification

### Tirage au sort
Il se déroule le 8 juillet à Barcelone.
Les équipes sont organisées en 4 pots de 4 équipes. Les équipes du pot 1 affrontent celles du pot 4 tandis que les équipes du pot 2 affrontent celles du pot 3.

### Chapeaux
| Pot 1                                                            | Pot 2                                                     | Pot 3                                                          | Pot 4                                                        |
| ---------------------------------------------------------------- | --------------------------------------------------------- | -------------------------------------------------------------- | ------------------------------------------------------------ |
| ALBA Berlin ASVEL Lyon-Villeurbanne BC Khimki Moscou UNICS Kazan | KK Hemofarm ČEZ Basketball Nymburk BK Boudivelnik Le Mans | Hapoël Galil Elyon Maroussi Athènes Spirou Charleroi Banvit BK | Pepsi Caserta KK Budućnost Chorale Roanne Hanzevast Capitals |

### Formule
Les 16 équipes sont réparties dans 2 tableaux de 8 équipes.
Chaque tableau se dispute en 2 matchs secs, si les 2 équipes gagnent un match, le plus gros écart est alors regardé.
Match aller sur le parquet de l'équipe ayant le chiffre de chapeau le plus élevé.
Le vainqueur de chaque tableau se qualifie pour l'Euroligue alors que les autres équipes sont reversées en EuroCoupe. Si l'Alba Berlin se qualifie pour l'Euroligue, les tickets seront inversés pour éviter que 2 équipes allemandes se retrouvent dans le même groupe.

### Ticket A (Poule A)
Les 1/4 de finale ont lieu les 21 septembre et 24 septembre, les demi-finales suivent les 28 septembre et 1er octobre. La finale se déroule les 5 octobre et 8 octobre.
|  |                         |                  |                       |               |               |                         |     |             |             |             |             |             |                       |  |        |        |        |        |        |  |  |
|  | 1/4 de finale           | 1/4 de finale    | 1/4 de finale         | 1/4 de finale | 1/4 de finale |                         |     | 1/2 finales | 1/2 finales | 1/2 finales | 1/2 finales | 1/2 finales |                       |  | Finale | Finale | Finale | Finale | Finale |  |  |
|  |                         |                  |                       |               |               |                         |     |             |             |             |             |             |                       |  |        |        |        |        |        |  |  |
|  |                         |                  |                       |               |               |                         |     |             |             |             |             |             |                       |  |        |        |        |        |        |  |  |
|  | ASVEL Lyon-Villeurbanne | (1)              | 64                    | 85            | 149           |                         |     |             |             |             |             |             |                       |  |        |        |        |        |        |  |  |
|  | ASVEL Lyon-Villeurbanne | (1)              | 64                    | 85            | 149           |                         |     |             |             |             |             |             |                       |  |        |        |        |        |        |  |  |
|  | KK Budućnost            | (4)              | 69                    | 76ap          | 145           |                         |     |             |             |             |             |             |                       |  |        |        |        |        |        |  |  |
|  | KK Budućnost            | (4)              | 69                    | 76ap          | 145           | ASVEL Lyon-Villeurbanne |     | 75          | 71          | 146         |             |             |                       |  |        |        |        |        |        |  |  |
|  |                         |                  |                       |               |               | ASVEL Lyon-Villeurbanne |     | 75          | 71          | 146         |             |             |                       |  |        |        |        |        |        |  |  |
|  |                         |                  | Le Mans Sarthe Basket |               | 85            | 63                      | 148 |             |             |             |             |             |                       |  |        |        |        |        |        |  |  |
|  | Le Mans Sarthe Basket   | (2)              | Le Mans Sarthe Basket | 78            | 85            | 63                      | 148 | 78          | 156         |             |             |             |                       |  |        |        |        |        |        |  |  |
|  | Le Mans Sarthe Basket   | (2)              |                       |               |               |                         |     |             | 156         |             |             |             |                       |  |        |        |        |        |        |  |  |
|  | Banvit BK               | (3)              | 72                    | 66            | 138           |                         |     |             |             |             |             |             |                       |  |        |        |        |        |        |  |  |
|  | Banvit BK               | (3)              | 72                    | 66            | 138           |                         |     |             |             |             |             |             | Le Mans Sarthe Basket |  | 56     | 66     | 122    |        |        |  |  |
|  |                         |                  |                       |               |               |                         |     |             |             |             |             |             | Le Mans Sarthe Basket |  | 56     | 66     | 122    |        |        |  |  |
|  |                         | BC Khimki Moscou |                       | 70            | 87            | 157                     |     |             |             |             |             |             |                       |  |        |        |        |        |        |  |  |
|  | BC Khimki Moscou        | BC Khimki Moscou | (1)                   | 70            | 87            | 157                     | 77  | 85          | 162         |             |             |             |                       |  |        |        |        |        |        |  |  |
|  | BC Khimki Moscou        |                  |                       |               |               |                         | 77  | 85          | 162         |             |             |             |                       |  |        |        |        |        |        |  |  |
|  | Pepsi Caserta           | (4)              | 74                    | 66            | 140           |                         |     |             |             |             |             |             |                       |  |        |        |        |        |        |  |  |
|  | Pepsi Caserta           | (4)              | 74                    | 66            | 140           | BC Khimki Moscou        |     | 87          | 74          | 161         |             |             |                       |  |        |        |        |        |        |  |  |
|  |                         |                  |                       |               |               | BC Khimki Moscou        |     | 87          | 74          | 161         |             |             |                       |  |        |        |        |        |        |  |  |
|  |                         |                  | BK Boudivelnik        |               | 58            | 67                      | 125 |             |             |             |             |             |                       |  |        |        |        |        |        |  |  |
|  | BK Boudivelnik          | (2)              | BK Boudivelnik        | -             | 58            | 67                      | 125 | -           | 20          |             |             |             |                       |  |        |        |        |        |        |  |  |
|  | BK Boudivelnik          | (2)              |                       | -             |               |                         |     | -           | 20          |             |             |             |                       |  |        |        |        |        |        |  |  |
|  | Maroussi Athènes*       | (3)              | -                     | -             | 0             |                         |     |             |             |             |             |             |                       |  |        |        |        |        |        |  |  |
|  | Maroussi Athènes*       | (3)              | -                     | -             | 0             |                         |     |             |             |             |             |             |                       |  |        |        |        |        |        |  |  |

* Forfait de l'équipe de Maroussi Athènes (Grèce) qui ne s'est pas inscrite à l'Euroleague pour des raisons financières. Faute de temps de trouver une équipe remplaçante, l'équipe du BK Boudivelnik (Ukraine) est qualifiée directement pour les demi-finales.

### Ticket B (Poule B)
Les 1/4 de finale ont lieu les 21 septembre et 24 septembre, les demi-finales suivent les 28 septembre et 1er octobre. La finale se déroule les 5 octobre et 8 octobre.
|  |                        |                  |                  |               |               |             |     |             |             |             |             |             |             |  |        |        |        |        |        |  |  |
|  | 1/4 de finale          | 1/4 de finale    | 1/4 de finale    | 1/4 de finale | 1/4 de finale |             |     | 1/2 finales | 1/2 finales | 1/2 finales | 1/2 finales | 1/2 finales |             |  | Finale | Finale | Finale | Finale | Finale |  |  |
|  |                        |                  |                  |               |               |             |     |             |             |             |             |             |             |  |        |        |        |        |        |  |  |
|  |                        |                  |                  |               |               |             |     |             |             |             |             |             |             |  |        |        |        |        |        |  |  |
|  | ALBA Berlin            | (1)              | 79               | 95            | 174           |             |     |             |             |             |             |             |             |  |        |        |        |        |        |  |  |
|  | ALBA Berlin            | (1)              | 79               | 95            | 174           |             |     |             |             |             |             |             |             |  |        |        |        |        |        |  |  |
|  | Chorale Roanne         | (4)              | 86               | 82            | 168           |             |     |             |             |             |             |             |             |  |        |        |        |        |        |  |  |
|  | Chorale Roanne         | (4)              | 86               | 82            | 168           | ALBA Berlin |     | 73          | 73          | 146         |             |             |             |  |        |        |        |        |        |  |  |
|  |                        |                  |                  |               |               | ALBA Berlin |     | 73          | 73          | 146         |             |             |             |  |        |        |        |        |        |  |  |
|  |                        |                  | KK Hemofarm      |               | 67            | 78          | 145 |             |             |             |             |             |             |  |        |        |        |        |        |  |  |
|  | KK Hemofarm            | (2)              | KK Hemofarm      | 97            | 67            | 78          | 145 | 77          | 174         |             |             |             |             |  |        |        |        |        |        |  |  |
|  | KK Hemofarm            | (2)              |                  |               |               |             |     |             | 174         |             |             |             |             |  |        |        |        |        |        |  |  |
|  | Hapoël Galil Elyon     | (3)              | 84               | 86            | 170           |             |     |             |             |             |             |             |             |  |        |        |        |        |        |  |  |
|  | Hapoël Galil Elyon     | (3)              | 84               | 86            | 170           |             |     |             |             |             |             |             | ALBA Berlin |  | 77     | 70     | 147    |        |        |  |  |
|  |                        |                  |                  |               |               |             |     |             |             |             |             |             | ALBA Berlin |  | 77     | 70     | 147    |        |        |  |  |
|  |                        | Spirou Charleroi |                  | 81            | 70            | 151         |     |             |             |             |             |             |             |  |        |        |        |        |        |  |  |
|  | UNICS Kazan            | Spirou Charleroi | (1)              | 81            | 70            | 151         | 84  | 78          | 162         |             |             |             |             |  |        |        |        |        |        |  |  |
|  | UNICS Kazan            |                  |                  |               |               |             | 84  | 78          | 162         |             |             |             |             |  |        |        |        |        |        |  |  |
|  | Hanzevast Capitals     | (4)              | 72               | 63            | 135           |             |     |             |             |             |             |             |             |  |        |        |        |        |        |  |  |
|  | Hanzevast Capitals     | (4)              | 72               | 63            | 135           | UNICS Kazan |     | 69          | 75          | 144         |             |             |             |  |        |        |        |        |        |  |  |
|  |                        |                  |                  |               |               | UNICS Kazan |     | 69          | 75          | 144         |             |             |             |  |        |        |        |        |        |  |  |
|  |                        |                  | Spirou Charleroi |               | 75            | 71          | 146 |             |             |             |             |             |             |  |        |        |        |        |        |  |  |
|  | ČEZ Basketball Nymburk | (2)              | Spirou Charleroi | 68            | 75            | 71          | 146 | 73          | 141         |             |             |             |             |  |        |        |        |        |        |  |  |
|  | ČEZ Basketball Nymburk | (2)              |                  | 68            |               |             |     | 73          | 141         |             |             |             |             |  |        |        |        |        |        |  |  |
|  | Spirou Charleroi       | (3)              | 79               | 71            | 150           |             |     |             |             |             |             |             |             |  |        |        |        |        |        |  |  |
|  | Spirou Charleroi       | (3)              | 79               | 71            | 150           |             |     |             |             |             |             |             |             |  |        |        |        |        |        |  |  |

## Saison régulière

### Tirage au sort
Le tirage au sort de l'Euroligue a eu lieu le jeudi 8 juillet à Barcelone en Espagne.
Les équipes ont été réparties en 6 pots de 4 équipes.
2 pays d'une même nation ne peuvent pas s'affronter lors de cette 1re phase sauf pour l'Espagne qui compte 5 participants.

### Chapeaux
| Pot 1                                                          | Pot 2                                                                | Pot 3                                                       | Pot 4                                                                      | Pot 5                                                              | Pot 6                                                                    |
| -------------------------------------------------------------- | -------------------------------------------------------------------- | ----------------------------------------------------------- | -------------------------------------------------------------------------- | ------------------------------------------------------------------ | ------------------------------------------------------------------------ |
| CSKA Moscou Regal FC Barcelona Olympiakós Le Pirée Tau Vitoria | Montepaschi Siena Panathinaïkos Athènes Maccabi Tel-Aviv Real Madrid | Partizan Belgrade Valencia BC Unicaja Málaga Lietuvos Rytas | Fenerbahçe Ülkerspor Asseco Prokom Gdynia Efes Pilsen Istanbul Virtus Roma | Žalgiris Kaunas KK Cibona Zagreb Armani Jeans Milano Brose Baskets | Union Olimpija Ljubljana Cholet Basket BC Khimki Moscou Spirou Charleroi |

### Règlement
La saison régulière commence le 18 octobre 2010 et se termine le 23 décembre 2010.
Si des équipes se retrouvent à égalité de points, on utilise les critères suivants afin de les départager:
1. Faces-à-faces.
2. Différence de points lors de ces Faces-à-faces.
3. Différence de points générale.
4. Nombre de points marqués lors de la phase de poules.
5. Somme des quotients de points + nombre de points marqués sur chaque match de poule.

### Groupe A
| Rang | Équipe               | Pts | J  | G | P | Pp  | Pc  | Diff |  | Résultats (dom.\ext.) |       |       |       |       |       |       |
| ---- | -------------------- | --- | -- | - | - | --- | --- | ---- |  | --------------------- | ----- | ----- | ----- | ----- | ----- | ----- |
| 1    | Maccabi Tel-Aviv     | 19  | 10 | 9 | 1 | 799 | 700 | 99   |  | Maccabi Tel-Aviv      |       | 81-70 | 86-70 | 76-62 | 80-76 | 99-58 |
| 2    | Tau Vitoria          | 15  | 10 | 5 | 5 | 809 | 784 | 25   |  | Tau Vitoria           | 94-78 |       | 88-92 | 87-71 | 89-81 | 75-81 |
| 3    | Žalgiris Kaunas      | 15  | 10 | 5 | 5 | 762 | 765 | -3   |  | Žalgiris Kaunas       | 68-71 | 89-95 |       | 73-62 | 73-65 | 74-68 |
| 4    | Partizan Belgrade    | 15  | 10 | 5 | 5 | 658 | 717 | -59  |  | Partizan Belgrade     | 54-67 | 74-71 | 68-62 |       | 72-68 | 61-59 |
| 5    | BC Khimki Moscou     | 14  | 10 | 4 | 6 | 764 | 753 | 11   |  | BC Khimki Moscou      | 76-78 | 64-60 | 93-89 | 92-65 |       | 82-76 |
| 6    | Asseco Prokom Gdynia | 12  | 10 | 2 | 8 | 689 | 762 | -73  |  | Asseco Prokom Gdynia  | 72-83 | 73-80 | 69-72 | 62-69 | 71-67 |       |

- Pour Žalgiris Kaunas - Tau Vitoria, le score était de 80-80 avant la prolongation.
- Pour Žalgiris Kaunas - Asseco Prokom Gdynia, le score était de 61-61 avant la prolongation.
- Pour BC Khimki Moscou - Žalgiris Kaunas, le score était de 81-81 avant la prolongation.

### Groupe B
| Rang | Équipe              | Pts | J  | G | P | Pp  | Pc  | Diff |  | Résultats (dom.\ext.) |       | R     | U     |        |       |       |
| ---- | ------------------- | --- | -- | - | - | --- | --- | ---- |  | --------------------- | ----- | ----- | ----- | ------ | ----- | ----- |
| 1    | Olympiakós Le Pirée | 17  | 10 | 7 | 3 | 805 | 730 | 75   |  | Olympiakós Le Pirée   |       | 82-66 | 93-66 | 89-82  | 86-69 | 86-78 |
| 2    | Real Madrid         | 16  | 10 | 6 | 4 | 734 | 662 | 72   |  | Real Madrid           | 82-68 |       | 68-56 | 72-50  | 83-81 | 94-45 |
| 3    | Unicaja Málaga      | 15  | 10 | 5 | 5 | 749 | 759 | -10  |  | Unicaja Málaga        | 76-74 | 75-71 |       | 104-83 | 70-72 | 84-73 |
| 4    | Virtus Roma         | 15  | 10 | 5 | 5 | 733 | 770 | -37  |  | Virtus Roma           | 71-86 | 56-74 | 81-75 |        | 83-65 | 95-83 |
| 5    | Brose Baskets       | 14  | 10 | 4 | 6 | 714 | 739 | -25  |  | Brose Baskets         | 73-61 | 82-75 | 65-69 | 67-68  |       | 79-69 |
| 6    | Spirou Charleroi    | 13  | 10 | 3 | 7 | 691 | 766 | -75  |  | Spirou Charleroi      | 67-80 | 67-49 | 79-74 | 55-64  | 75-61 |       |

- Pour Real Madrid - Brose Baskets, le score était de 73-73 avant la prolongation.

### Groupe C
| Rang | Équipe               | Pts | J  | G | P  | Pp  | Pc  | Diff |  | Résultats (dom.\ext.) |       |       |       |       |       |        |
| ---- | -------------------- | --- | -- | - | -- | --- | --- | ---- |  | --------------------- | ----- | ----- | ----- | ----- | ----- | ------ |
| 1    | Montepaschi Siena    | 18  | 10 | 8 | 2  | 787 | 661 | 126  |  | Montepaschi Siena     |       | 94-65 | 76-67 | 90-72 | 76-44 | 80-57  |
| 2    | Fenerbahçe Ülkerspor | 17  | 10 | 7 | 3  | 795 | 723 | 72   |  | Fenerbahçe Ülkerspor  | 81-68 |       | 69-75 | 86-69 | 93-61 | 100-70 |
| 3    | Regal FC Barcelona   | 17  | 10 | 7 | 3  | 766 | 709 | 57   |  | Regal FC Barcelona    | 73-72 | 61-69 |       | 69-55 | 76-62 | 80-66  |
| 4    | Lietuvos Rytas       | 14  | 10 | 4 | 6  | 779 | 784 | -5   |  | Lietuvos Rytas        | 75-79 | 75-81 | 88-87 |       | 92-80 | 90-62  |
| 5    | Cholet Basket        | 14  | 10 | 4 | 6  | 705 | 774 | -69  |  | Cholet Basket         | 61-70 | 82-78 | 77-84 | 73-69 |       | 81-65  |
| 6    | KK Cibona Zagreb     | 10  | 10 | 0 | 10 | 677 | 858 | -181 |  | KK Cibona Zagreb      | 66-82 | 68-73 | 75-94 | 77-94 | 71-84 |        |

### Groupe D
| Rang | Équipe                        | Pts | J  | G | P | Pp  | Pc  | Diff |  | Résultats (dom.\ext.)         |       |       |       |       |       |       |
| ---- | ----------------------------- | --- | -- | - | - | --- | --- | ---- |  | ----------------------------- | ----- | ----- | ----- | ----- | ----- | ----- |
| 1    | Panathinaïkos Athènes         | 17  | 10 | 7 | 3 | 802 | 703 | 99   |  | Panathinaïkos Athènes         |       | 95-88 | 84-61 | 69-73 | 93-62 | 74-60 |
| 2    | Union Olimpija Ljubljana      | 16  | 10 | 6 | 4 | 789 | 783 | 6    |  | Union Olimpija Ljubljana      | 85-84 |       | 95-90 | 72-68 | 82-75 | 81-72 |
| 3    | Efes Pilsen Istanbul          | 15  | 10 | 5 | 5 | 756 | 768 | -12  |  | Efes Pilsen Istanbul          | 79-78 | 84-78 |       | 79-63 | 82-74 | 86-72 |
| 4    | Power Electronics Valencia BC | 15  | 10 | 5 | 5 | 689 | 695 | -6   |  | Power Electronics Valencia BC | 56-72 | 78-77 | 62-56 |       | 69-80 | 82-57 |
| 5    | Armani Jeans Milano           | 14  | 10 | 4 | 6 | 737 | 766 | -29  |  | Armani Jeans Milano           | 71-81 | 72-76 | 84-70 | 60-75 |       | 71-65 |
| 6    | CSKA Moscou                   | 13  | 10 | 3 | 7 | 683 | 741 | -58  |  | CSKA Moscou                   | 78-69 | 65-55 | 69-80 | 73-63 | 73-88 |       |

- Pour Panathinaïkos Athènes - Union Olimpija Ljubljana, le score était de 79-79 avant la prolongation.
- Pour Union Olimpija Ljubljana - Panathinaïkos Athènes, le score était de 72-72 avant la prolongation.
- Pour Union Olimpija Ljubljana - Efes Pilsen Istanbul, le score était de 71-71 avant les deux prolongations.

## Top 16

### Tirage au sort
Le tirage au sort a lieu le 4 janvier 2011 à Barcelone. Les équipes sont réparties en 4 chapeaux. Ce sont les places obtenues lors de la première phase qui détermine les chapeaux, ainsi, le chapeau 1 comprend les équipes qui ont fini première de leur poule, le chapeau 2 celles qui ont fini deuxième et ainsi de suite. Autre restriction, deux équipes d'un même pays ne peuvent être dans le même groupe sauf, pour l'Espagne qui a 5 représentants et qui donc aura un groupe comprenant 2 de leurs clubs. Cette règle est également appliquée pour les clubs de la Ligue Adriatique, ainsi l'Union Olimpija Ljubljana et le Partizan Belgrade ne peuvent être dans le même groupe. Enfin, deux équipes présentes dans le même groupe en première phase ne peuvent s'affronter dans le TOP 16.
Les deux premières équipes de chaque groupe se qualifient pour les quarts de finale.

### Chapeaux
| Pot 1                                                                        | Pot 2                                                                 | Pot 3                                                                  | Pot 4                                                    |
| ---------------------------------------------------------------------------- | --------------------------------------------------------------------- | ---------------------------------------------------------------------- | -------------------------------------------------------- |
| Maccabi Tel-Aviv Olympiakós Le Pirée Montepaschi Siena Panathinaïkos Athènes | Tau Vitoria Real Madrid Fenerbahçe Ülkerspor Union Olimpija Ljubljana | Žalgiris Kaunas Unicaja Málaga Regal FC Barcelona Efes Pilsen Istanbul | Partizan Belgrade Virtus Roma Lietuvos Rytas Valencia BC |

### Groupe E
| Rang | Équipe                | Pts | J | G | P | Pp  | Pc  | Diff |  | Résultats (dom.\ext.) | T     |       |       | U     |
| ---- | --------------------- | --- | - | - | - | --- | --- | ---- |  | --------------------- | ----- | ----- | ----- | ----- |
| 1    | Tau Vitoria           | 10  | 6 | 4 | 2 | 468 | 437 | 31   |  | Tau Vitoria           |       | 77-70 | 86-89 | 78-63 |
| 2    | Panathinaïkos Athènes | 10  | 6 | 4 | 2 | 452 | 395 | 57   |  | Panathinaïkos Athènes | 76-74 |       | 67-68 | 82-56 |
| 3    | Lietuvos Rytas        | 9   | 6 | 3 | 3 | 445 | 473 | -28  |  | Lietuvos Rytas        | 68-77 | 59-80 |       | 70-65 |
| 4    | Unicaja Málaga        | 7   | 6 | 1 | 5 | 414 | 474 | -60  |  | Unicaja Málaga        | 71-76 | 61-77 | 98-91 |       |

### Groupe F
| Rang | Équipe                   | Pts | J | G | P | Pp  | Pc  | Diff |  | Résultats (dom.\ext.)    |       |       |       |        |
| ---- | ------------------------ | --- | - | - | - | --- | --- | ---- |  | ------------------------ | ----- | ----- | ----- | ------ |
| 1    | Regal FC Barcelona       | 12  | 6 | 6 | 0 | 471 | 402 | 69   |  | Regal FC Barcelona       |       | 81-71 | 80-56 | 76-58  |
| 2    | Maccabi Tel-Aviv         | 9   | 6 | 3 | 3 | 511 | 445 | 66   |  | Maccabi Tel-Aviv         | 85-92 |       | 99-58 | 104-67 |
| 3    | Virtus Roma              | 8   | 6 | 2 | 4 | 411 | 462 | -51  |  | Virtus Roma              | 65-74 | 82-69 |       | 63-64  |
| 4    | Union Olimpija Ljubljana | 7   | 6 | 1 | 5 | 397 | 481 | -84  |  | Union Olimpija Ljubljana | 67-68 | 62-83 | 76-87 |        |

- Pour Maccabi Tel-Aviv - Regal FC Barcelona, le score était de 73-73 avant la prolongation.

### Groupe G
| Rang | Équipe               | Pts | J | G | P | Pp  | Pc  | Diff |  | Résultats (dom.\ext.) |       |       |       |       |
| ---- | -------------------- | --- | - | - | - | --- | --- | ---- |  | --------------------- | ----- | ----- | ----- | ----- |
| 1    | Real Madrid          | 11  | 6 | 5 | 1 | 460 | 423 | 37   |  | Real Madrid           |       | 77-95 | 89-86 | 78-58 |
| 2    | Montepaschi Siena    | 10  | 6 | 4 | 2 | 452 | 423 | 29   |  | Montepaschi Siena     | 68-78 |       | 88-76 | 77-74 |
| 3    | Efes Pilsen Istanbul | 8   | 6 | 2 | 4 | 426 | 455 | -29  |  | Efes Pilsen Istanbul  | 60-77 | 60-58 |       | 65-67 |
| 4    | Partizan Belgrade    | 7   | 6 | 1 | 5 | 389 | 426 | -37  |  | Partizan Belgrade     | 56-61 | 58-66 | 76-79 |       |

- Pour Real Madrid - Efes Pilsen Istanbul, le score était de 79-79 avant la prolongation.

### Groupe H
| Rang | Équipe                        | Pts | J | G | P | Pp  | Pc  | Diff |  | Résultats (dom.\ext.)         |       |       |       |       |
| ---- | ----------------------------- | --- | - | - | - | --- | --- | ---- |  | ----------------------------- | ----- | ----- | ----- | ----- |
| 1    | Olympiakós Le Pirée           | 11  | 6 | 5 | 1 | 461 | 418 | 43   |  | Olympiakós Le Pirée           |       | 77-62 | 70-84 | 78-64 |
| 2    | Power Electronics Valencia BC | 9   | 6 | 3 | 3 | 449 | 438 | 11   |  | Power Electronics Valencia BC | 79-85 |       | 82-68 | 73-59 |
| 3    | Fenerbahçe Ülkerspor          | 9   | 6 | 3 | 3 | 456 | 462 | -6   |  | Fenerbahçe Ülkerspor          | 65-80 | 75-73 |       | 80-72 |
| 4    | Žalgiris Kaunas               | 7   | 6 | 1 | 5 | 418 | 466 | -48  |  | Žalgiris Kaunas               | 64-71 | 74-80 | 85-84 |       |

## Phase finale

### Règlement
Les huit qualifiés sont placés en tableau dans l'ordre suivant :
- 1re groupe E - 2e groupe F (Q1)
- 1re groupe G - 2e groupe H (Q3)
- 1re groupe F - 2e groupe E (Q2)
- 1re groupe H - 2e groupe G (Q4)

Ces quarts de finale se déroulent au meilleur des cinq matchs. Les premier, deuxième et cinquième match (éventuel) ont lieu chez l'équipe ayant fini première de sa poule du TOP 16. Les troisième et quatrième match (éventuel) se disputent chez l'équipe qui a fini deuxième de sa poule du TOP 16.
Les 4 vainqueurs se qualifient pour le Final Four à Barcelone. Les demi-finales ayant lieu sur un match sec le 6 mai. Les finales pour la 3e place et pour le titre se disputent le 8 mai également sur un match sec.

### Tableau
|  | Quarts de finale               | Quarts de finale              | Quarts de finale                         | Quarts de finale       |                   |                   | Demi-finales                             | Demi-finales                             | Demi-finales                             | Demi-finales                             |                                         |                                         | Finale                                   | Finale                                   | Finale                                   | Finale                                   |
|  |                                |                               |                                          |                        |                   |                   |                                          |                                          |                                          |                                          |                                         |                                         |                                          |                                          |                                          |                                          |
|  | 22, 24, 29 et 31 mars          | 22, 24, 29 et 31 mars         | 22, 24, 29 et 31 mars                    | 22, 24, 29 et 31 mars  |                   |                   | 6 mai, 21h00 Palau Sant Jordi, Barcelone | 6 mai, 21h00 Palau Sant Jordi, Barcelone | 6 mai, 21h00 Palau Sant Jordi, Barcelone | 6 mai, 21h00 Palau Sant Jordi, Barcelone |                                         |                                         | 8 mai, 16h30 Palau Sant Jordi, Barcelone | 8 mai, 16h30 Palau Sant Jordi, Barcelone | 8 mai, 16h30 Palau Sant Jordi, Barcelone | 8 mai, 16h30 Palau Sant Jordi, Barcelone |
|  | 22, 24, 29 et 31 mars          | 22, 24, 29 et 31 mars         | 22, 24, 29 et 31 mars                    | 22, 24, 29 et 31 mars  |                   |                   | 6 mai, 21h00 Palau Sant Jordi, Barcelone | 6 mai, 21h00 Palau Sant Jordi, Barcelone | 6 mai, 21h00 Palau Sant Jordi, Barcelone | 6 mai, 21h00 Palau Sant Jordi, Barcelone |                                         |                                         | 8 mai, 16h30 Palau Sant Jordi, Barcelone | 8 mai, 16h30 Palau Sant Jordi, Barcelone | 8 mai, 16h30 Palau Sant Jordi, Barcelone | 8 mai, 16h30 Palau Sant Jordi, Barcelone |
|  | Tau Vitoria                    | Tau Vitoria                   | 76 - 81 - 60 - 77                        | 76 - 81 - 60 - 77      |                   |                   | 6 mai, 21h00 Palau Sant Jordi, Barcelone | 6 mai, 21h00 Palau Sant Jordi, Barcelone | 6 mai, 21h00 Palau Sant Jordi, Barcelone | 6 mai, 21h00 Palau Sant Jordi, Barcelone |                                         |                                         | 8 mai, 16h30 Palau Sant Jordi, Barcelone | 8 mai, 16h30 Palau Sant Jordi, Barcelone | 8 mai, 16h30 Palau Sant Jordi, Barcelone | 8 mai, 16h30 Palau Sant Jordi, Barcelone |
|  | Tau Vitoria                    | Tau Vitoria                   | 76 - 81 - 60 - 77                        | 76 - 81 - 60 - 77      |                   |                   | 6 mai, 21h00 Palau Sant Jordi, Barcelone | 6 mai, 21h00 Palau Sant Jordi, Barcelone | 6 mai, 21h00 Palau Sant Jordi, Barcelone | 6 mai, 21h00 Palau Sant Jordi, Barcelone |                                         |                                         | 8 mai, 16h30 Palau Sant Jordi, Barcelone | 8 mai, 16h30 Palau Sant Jordi, Barcelone | 8 mai, 16h30 Palau Sant Jordi, Barcelone | 8 mai, 16h30 Palau Sant Jordi, Barcelone |
|  | Maccabi Tel-Aviv               | Maccabi Tel-Aviv              | 70 - 83 - 81 - 99                        | 70 - 83 - 81 - 99      |                   |                   | 6 mai, 21h00 Palau Sant Jordi, Barcelone | 6 mai, 21h00 Palau Sant Jordi, Barcelone | 6 mai, 21h00 Palau Sant Jordi, Barcelone | 6 mai, 21h00 Palau Sant Jordi, Barcelone |                                         |                                         | 8 mai, 16h30 Palau Sant Jordi, Barcelone | 8 mai, 16h30 Palau Sant Jordi, Barcelone | 8 mai, 16h30 Palau Sant Jordi, Barcelone | 8 mai, 16h30 Palau Sant Jordi, Barcelone |
|  | Maccabi Tel-Aviv               | Maccabi Tel-Aviv              | 70 - 83 - 81 - 99                        | 70 - 83 - 81 - 99      | Maccabi Tel-Aviv  | Maccabi Tel-Aviv  | 82                                       | 82                                       |                                          |                                          |                                         |                                         | 8 mai, 16h30 Palau Sant Jordi, Barcelone | 8 mai, 16h30 Palau Sant Jordi, Barcelone | 8 mai, 16h30 Palau Sant Jordi, Barcelone | 8 mai, 16h30 Palau Sant Jordi, Barcelone |
|  | 22, 24, 29, 31 mars et 6 avril |                               |                                          |                        | Maccabi Tel-Aviv  | Maccabi Tel-Aviv  | 82                                       | 82                                       |                                          |                                          |                                         |                                         | 8 mai, 16h30 Palau Sant Jordi, Barcelone | 8 mai, 16h30 Palau Sant Jordi, Barcelone | 8 mai, 16h30 Palau Sant Jordi, Barcelone | 8 mai, 16h30 Palau Sant Jordi, Barcelone |
|  |                                |                               | Real Madrid                              | Real Madrid            | 63                | 63                |                                          |                                          |                                          |                                          |                                         |                                         | 8 mai, 16h30 Palau Sant Jordi, Barcelone | 8 mai, 16h30 Palau Sant Jordi, Barcelone | 8 mai, 16h30 Palau Sant Jordi, Barcelone | 8 mai, 16h30 Palau Sant Jordi, Barcelone |
|  | Real Madrid                    | Real Madrid                   | Real Madrid                              | Real Madrid            | 63                | 63                | 71 - 75 - 75 - 72 - 66                   | 71 - 75 - 75 - 72 - 66                   |                                          |                                          |                                         |                                         | 8 mai, 16h30 Palau Sant Jordi, Barcelone | 8 mai, 16h30 Palau Sant Jordi, Barcelone | 8 mai, 16h30 Palau Sant Jordi, Barcelone | 8 mai, 16h30 Palau Sant Jordi, Barcelone |
|  | Real Madrid                    | Real Madrid                   | 6 mai, 18h00 Palau Sant Jordi, Barcelone |                        |                   |                   | 71 - 75 - 75 - 72 - 66                   | 71 - 75 - 75 - 72 - 66                   |                                          |                                          |                                         |                                         | 8 mai, 16h30 Palau Sant Jordi, Barcelone | 8 mai, 16h30 Palau Sant Jordi, Barcelone | 8 mai, 16h30 Palau Sant Jordi, Barcelone | 8 mai, 16h30 Palau Sant Jordi, Barcelone |
|  | Power Electronics Valencia BC  | Power Electronics Valencia BC | 65 - 81 - 66 - 81 - 58                   | 65 - 81 - 66 - 81 - 58 |                   |                   |                                          |                                          |                                          |                                          |                                         |                                         | 8 mai, 16h30 Palau Sant Jordi, Barcelone | 8 mai, 16h30 Palau Sant Jordi, Barcelone | 8 mai, 16h30 Palau Sant Jordi, Barcelone | 8 mai, 16h30 Palau Sant Jordi, Barcelone |
|  | Power Electronics Valencia BC  | Power Electronics Valencia BC | 65 - 81 - 66 - 81 - 58                   | 65 - 81 - 66 - 81 - 58 | Maccabi Tel-Aviv  | Maccabi Tel-Aviv  | 70                                       | 70                                       |                                          |                                          |                                         |                                         |                                          |                                          |                                          |                                          |
|  | 22, 24, 29 et 31 mars          |                               |                                          |                        | Maccabi Tel-Aviv  | Maccabi Tel-Aviv  | 70                                       | 70                                       |                                          |                                          |                                         |                                         |                                          |                                          |                                          |                                          |
|  |                                |                               | Panathinaïkos                            | Panathinaïkos          | 82                | 82                |                                          |                                          |                                          |                                          |                                         |                                         |                                          |                                          |                                          |                                          |
|  | Regal FC Barcelona             | Regal FC Barcelona            | Panathinaïkos                            | Panathinaïkos          | 82                | 82                | 83 - 72 - 74 - 67                        | 83 - 72 - 74 - 67                        |                                          |                                          |                                         |                                         |                                          |                                          |                                          |                                          |
|  | Regal FC Barcelona             | Regal FC Barcelona            |                                          |                        |                   |                   |                                          |                                          |                                          |                                          |                                         |                                         |                                          |                                          |                                          |                                          |
|  | Panathinaïkos                  | Panathinaïkos                 | 82 - 75 - 76 - 78                        | 82 - 75 - 76 - 78      |                   |                   |                                          |                                          |                                          |                                          |                                         |                                         |                                          |                                          |                                          |                                          |
|  | Panathinaïkos                  | Panathinaïkos                 | 82 - 75 - 76 - 78                        | 82 - 75 - 76 - 78      | Panathinaïkos     | Panathinaïkos     | 77                                       | 77                                       | Match pour la troisième place            | Match pour la troisième place            | Match pour la troisième place           | Match pour la troisième place           |                                          |                                          |                                          |                                          |
|  | 22, 24, 29 et 31 mars          |                               |                                          |                        | Panathinaïkos     | Panathinaïkos     | 77                                       | 77                                       | Match pour la troisième place            | Match pour la troisième place            | Match pour la troisième place           | Match pour la troisième place           |                                          |                                          |                                          |                                          |
|  |                                |                               | Montepaschi Siena                        | Montepaschi Siena      | 69                | 69                |                                          |                                          | 8 mai 13h30 Palau Sant Jordi, Barcelone  | 8 mai 13h30 Palau Sant Jordi, Barcelone  | 8 mai 13h30 Palau Sant Jordi, Barcelone | 8 mai 13h30 Palau Sant Jordi, Barcelone |                                          |                                          |                                          |                                          |
|  | Olympiakós Le Pirée            | Olympiakós Le Pirée           | Montepaschi Siena                        | Montepaschi Siena      | 69                | 69                | 89 - 65 - 72 - 76                        | 89 - 65 - 72 - 76                        | 8 mai 13h30 Palau Sant Jordi, Barcelone  | 8 mai 13h30 Palau Sant Jordi, Barcelone  | 8 mai 13h30 Palau Sant Jordi, Barcelone | 8 mai 13h30 Palau Sant Jordi, Barcelone |                                          |                                          |                                          |                                          |
|  | Olympiakós Le Pirée            | Olympiakós Le Pirée           |                                          |                        |                   |                   |                                          | 89 - 65 - 72 - 76                        |                                          |                                          | Real Madrid                             | Real Madrid                             | 60                                       | 60                                       |                                          |                                          |
|  | Montepaschi Siena              | Montepaschi Siena             | 41 - 82 - 81 - 88                        | 41 - 82 - 81 - 88      |                   |                   |                                          |                                          |                                          |                                          | Real Madrid                             | Real Madrid                             | 60                                       | 60                                       |                                          |                                          |
|  | Montepaschi Siena              | Montepaschi Siena             | 41 - 82 - 81 - 88                        | 41 - 82 - 81 - 88      | Montepaschi Siena | Montepaschi Siena | 82                                       | 82                                       |                                          |                                          |                                         |                                         |                                          |                                          |                                          |                                          |
|  |                                |                               |                                          |                        |                   |                   |                                          |                                          |                                          |                                          |                                         |                                         |                                          |                                          |                                          |                                          |

## Statistiques individuelles

### Évaluations
| Rang | Nom                   | Équipes               | Matchs | Evaluation | PPM   |
| ---- | --------------------- | --------------------- | ------ | ---------- | ----- |
| 1.   | Fernando San Emeterio | Tau Vitoria           | 20     | 381        | 19,05 |
| 2.   | Dimítris Diamantídis  | Panathinaïkos Athènes | 22     | 407        | 18,50 |
| 3.   | Joel Freeland         | Unicaja Málaga        | 15     | 262        | 17,42 |
| 4.   | Igor Rakočević        | Efes Pilsen Istanbul  | 14     | 211        | 15,07 |
| 5.   | Mike Batiste          | Panathinaïkos Athènes | 20     | 292        | 14,60 |

### Points
| Rang | Nom                 | Équipes              | Matchs | Points | PPM   |
| ---- | ------------------- | -------------------- | ------ | ------ | ----- |
| 1.   | Igor Rakočević      | Efes Pilsen Istanbul | 14     | 241    | 17,21 |
| 2.   | Mirza Teletović     | Tau Vitoria          | 20     | 309    | 15,45 |
| 3.   | Vasílios Spanoúlis  | Olympiakós Le Pirée  | 20     | 284    | 14,20 |
| 4.   | Juan Carlos Navarro | FC Barcelone         | 15     | 211    | 14,07 |
| 5.   | Kenny Gregory       | Union Olimpija       | 16     | 224    | 14,00 |

### Rebonds
| Rang | Nom               | Équipe               | Matchs | Rebonds | RPM  |
| ---- | ----------------- | -------------------- | ------ | ------- | ---- |
| 1.   | Mirsad Türkcan    | Fenerbahçe Ülkerspor | 12     | 88      | 7,33 |
| 2.   | James Gist        | Partizan Belgrade    | 14     | 97      | 6,93 |
| 3.   | Paulius Jankūnas  | Žalgiris Kaunas      | 16     | 110     | 6,88 |
| 4.   | Ioánnis Bouroúsis | Olympiakós           | 18     | 118     | 6,56 |
| 5.   | Joel Freeland     | Unicaja Málaga       | 15     | 95      | 6,33 |

### Passes
| Rang | Nom                  | Équipe                | Matchs | Passes | PPM  |
| ---- | -------------------- | --------------------- | ------ | ------ | ---- |
| 1.   | Dimítris Diamantídis | Panathinaïkos Athènes | 22     | 137    | 6,23 |
| 2.   | Marcelinho Huertas   | Tau Vitoria           | 20     | 111    | 5,55 |
| 3.   | Omar Cook            | P. E. Valencia BC     | 21     | 116    | 5,52 |
| 4.   | Jeremy Pargo         | Maccabi Tel-Aviv      | 22     | 94     | 4,27 |
| 5.   | Vassilis Spanoulis   | Olympiakós Le Pirée   | 20     | 85     | 4,25 |

## Récompenses individuelles
De nombreuses récompenses sont délivrées de manière individuelle tout au long de la saison. Lors de chaque journée disputé un joueur est nommé MVP. Puis pour chaque mois au cours de laquelle se déroule la compétition, un MVP est de nouveau nommé.
À l'issue de la saison, des trophées sont attribués comme celui de MVP de la saison ou de meilleur défenseur. Deux cinq sont nommés, la All-Euroleague First Team et la All-Euroleague Second Team selon les performances des joueurs au cours de la saison.

### Trophées annuels

#### MVPde la saison
- Dimítris Diamantídis ( Panathinaïkos)

#### MVPFinal Four
- Dimítris Diamantídis ( Panathinaïkos)

#### Meilleurcinq majeurd'Euroligue
- Dimítris Diamantídis ( Panathinaïkos)
- Juan Carlos Navarro ( FC Barcelone)
- Fernando San Emeterio ( Caja Laboral)
- Sofoklís Schortsianítis ( Maccabi Tel-Aviv)
- Mike Batiste ( Panathinaïkos)

#### Deuxième cinq majeur d'Euroligue
- Jeremy Pargo ( Maccabi Tel-Aviv)
- Sergio Llull ( Real Madrid)
- Vassilis Spanoulis ( Olympiakós BC)
- Duško Savanović ( Power Electronics Valencia BC)
- Kšyštof Lavrinovič ( Montepaschi Siena)

#### Meilleur marqueur (TrophéeAlphonso Ford)
- Igor Rakočević ( Efes Pilsen)

#### Meilleur défenseur
- Dimítris Diamantídis ( Panathinaïkos)

#### Meilleure progression
- Nikola Mirotić ( Real Madrid)

### Trophées mensuels

#### MVP par mois
| Mois     | Joueur               | Équipe                |
| -------- | -------------------- | --------------------- |
| Octobre  | Goran Jagodnik       | Union Olimpija        |
| Novembre | Chuck Eidson         | Maccabi Tel-Aviv      |
| Décembre | Dimítris Diamantídis | Panathinaïkos Athènes |
| Janvier  | Juan Carlos Navarro  | FC Barcelone          |
| Février  | Rasho Nesterovič     | Olympiakós BC         |
| Mars     | Jeremy Pargo         | Maccabi Tel-Aviv      |

### Trophées hebdomadaires

#### MVP par journée

##### Saison régulière
| Journée | Joueur               | Équipe                | Evaluation |
| ------- | -------------------- | --------------------- | ---------- |
| 1       | Chuck Eidson         | Maccabi Tel-Aviv      | 30         |
| 2       | Bootsy Thornton      | Efes Pilsen           | 29         |
| 3       | Dimítris Diamantídis | Panathinaïkos Athènes | 31         |
| 4       | Berni Rodríguez      | Unicaja Málaga        | 36         |
| 5       | Sammy Mejia          | Cholet Basket         | 35         |
| 6       | Kšyštof Lavrinovič   | Montepaschi Siena     | 36         |
| 7       | Darius Washington    | Virtus Roma           | 31         |
| 8       | Ratko Varda          | Asseco Prokom Gdynia  | 31         |
| 9       | Bo McCalebb          | Montepaschi Siena     | 34         |
| 10      | Keith Langford       | BC Khimki Moscou      | 42         |

##### Top 16
| Journée | Joueur                            | Équipe                       | Evaluation |
| ------- | --------------------------------- | ---------------------------- | ---------- |
| 1       | Kenny Gregory                     | Union Olimpija               | 30         |
| 2       | Marcelinho Huertas Khalid El-Amin | Tau Vitoria Lietuvos Rytas   | 29         |
| 3       | Lior Eliyahu D'or Fischer         | Maccabi Tel-Aviv Real Madrid | 30         |
| 4       | Antonis Fotsis                    | Panathinaikos                | 40         |
| 5       | Marcelinho Huertas                | Caja Laboral                 | 30         |
| 6       | Fernando San Emeterio             | Caja Laboral                 | 37         |

##### Quarts de finale
| Journée | Joueur                   | Équipe                        | Evaluation |
| ------- | ------------------------ | ----------------------------- | ---------- |
| 1       | Richard Hendrix          | Maccabi Tel-Aviv              | 28         |
| 2       | Malik Hairston           | Montepaschi Siena             | 32         |
| 3       | Marko Jaric D'or Fischer | Montepaschi Siena Real Madrid | 27         |
| 4       | Malik Hairston           | Montepaschi Siena             | 31         |
| 5       | Duško Savanović          | Power Electronics Valencia BC | 23         |